# کانی واندنباس
کانی واندنباس (به انگلیسی: Conny Vandenbos) (زاده ۱۶ ژانویه ۱۹۳۷-درگذشته ۷ آوریل ۲۰۰۲) خواننده هلندی است.
او در مسابقه آواز یوروویژن ۱۹۶۵ نماینده هلند بود.